# Моццагронья
Моццагронья, Моццаґронья (італ. Mozzagrogna) — муніципалітет в Італії, у регіоні Абруццо,  провінція К'єті.
Моццагронья розташована на відстані близько 170 км на схід від Рима, 90 км на схід від Л'Аквіли, 28 км на південний схід від К'єті.
Населення — 2391 особа (2014).

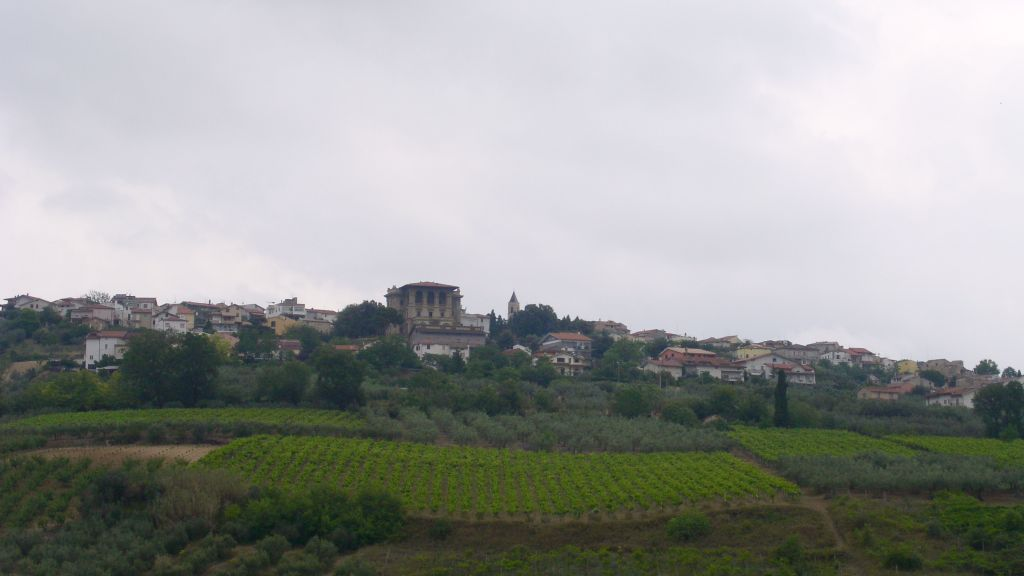

Щорічний фестиваль відбувається 16 серпня. Покровитель — святий Рох.

## Демографія
Населення за роками:

Станом на 1 січня 2023 року в муніципалітеті офіційно проживали 82 іноземці з 23 країн, серед них 33 громадяни країн Євросоюзу та 1 громадянин України.

## Сусідні муніципалітети
- Фоссачезія
- Ланчано
- Пальєта
- Санта-Марія-Імбаро